# Philip Plater
Philip Edward V. G. Plater (ur. 6 czerwca 1866 w Londynie, zm. 12 maja 1943 tamże) – brytyjski strzelec, dwukrotny olimpijczyk (Londyn 1908, Sztokholm 1912). Znany głównie jako niedoszły mistrz olimpijski z tych pierwszych igrzysk.

## Kariera
Plater na igrzyskach w Londynie wystąpił w trzech konkurencjach. Zajął piąte miejsce w strzelaniu z karabinu małokalibrowego do ruchomej tarczy oraz 15. miejsce w strzelaniu do znikającej tarczy (ex aequo z rodakiem Williamem Pimmem i Szwedem Hübnerem von Holstem). Startował też w karabinie małokalibrowym leżąc (50 i 100 jardów).
W pierwszej rundzie – z odległości 50 jardów – Plater uzyskał 195 punktów, co było początkowo drugim wynikiem rundy (taki sam wynik miał rodak Maurice Matthews). Z dalszej odległości, czyli w drugiej rundzie, uzyskał wynik lepszy o 1 punkt, co dało mu 196 punktów (pierwsze miejsce z George’em Barnesem). Z łącznym wynikiem 391 punktów na 400 możliwych, uplasował się na pierwszym miejscu, bijąc dotychczasowy rekord świata. W pierwszych godzinach po zawodach okrzyknięty został mistrzem olimpijskim, o czym wspominała narodowa federacja strzelecka oraz magazyn The Sporting Life.
Jednak w niecodziennych okolicznościach Platera kilka dni później pozbawiono tytułu mistrza olimpijskiego. Zauważono bowiem, że przekroczono limit uczestników z Wielkiej Brytanii. Dla każdego państwa wynosił on 12 zawodników i tyle samoż Brytyjczyków miało wystartować w zawodach. Formularze uczestnictwa jednego z nich – George’a Barnesa – zostały utracone, a na 12. zawodnika  gospodarzy mianowano właśnie Platera. W dniu konkursu, przedłużono jednak termin nadsyłania zgłoszeń i ponowną aplikację Barnesa przyjęto. Brytyjscy urzędnicy nie zauważyli jednak jednego – do zawodów dopuszczono 13 Brytyjczyków, czyli o jednego za dużo. W dość kontrowersyjnych okolicznościach uznano, że nieuprawnionym zawodnikiem był mistrz olimpijski – Philip Plater – i to jego obarczono dyskwalifikacją. W wyniku tego Arthur Carnell został przesunięty z drugiego na pierwsze miejsce, tym samym zdobywając tytuł mistrza olimpijskiego (o jeden punkt wyprzedził Harry’ego Humby'ego, a o dwa oczka George’a Barnesa). Jednak w październiku tego samego roku, w zamian za bardzo dobry wynik w tej konkurencji, Brytyjski Komitet Olimpijski wręczył Platerowi złoty medal pocieszenia i dyplom.
Plater wystąpił również cztery lata później na igrzyskach w Sztokholmie. Zajął tam piąte miejsce w karabinie wojskowym z 600 metrów, oraz odległe 86. miejsce w trzech pozycjach z 300 metrów.

### Wyniki olimpijskie
| Igrzyska | Konkurencja                                        | Wynik                 | Miejsce     | Źródło |
| -------- | -------------------------------------------------- | --------------------- | ----------- | ------ |
| IO 1908  | Karabin małokalibrowy leżąc, 50 i 100 jardów       | 391 punktów (195-196) | DSQ         | [ 4 ]  |
| IO 1908  | Karabin małokalibrowy, znikająca tarcza, 25 jardów | 39 punktów            | 15T (na 22) | [ 2 ]  |
| IO 1908  | Karabin małokalibrowy, ruchoma tarcza, 25 jardów   | 22 punkty             | 5 (na 22)   | [ 1 ]  |
| IO 1912  | Karabin wojskowy, trzy pozycje, 300 metrów         | 49 punktów (34-15)    | 86 (na 91)  | [ 6 ]  |
| IO 1912  | Karabin wojskowy, dowolna pozycja, 600 metrów      | 90 punktów            | 5 (na 85)   | [ 5 ]  |